# Bojong (Kramatmulya)
Bojong is een bestuurslaag in het regentschap Kuningan van de provincie West-Java, Indonesië. Bojong telt 2515 inwoners (volkstelling 2010).